# Губина
Гу́бина (рос. Губина) — присілок у складі Упоровського району Тюменської області, Росія.
Населення — 23 особи (2010, 41 у 2002).
Національний склад станом на 2002 рік:
- росіяни — 95 %